# 696
Évszázadok: 6. század – 7. század – 8. század
Évtizedek: 640-es évek – 650-es évek – 660-as évek – 670-es évek – 680-as évek – 690-es évek – 700-as évek – 710-es évek – 720-as évek – 730-as évek – 740-es évek
Évek: 691 – 692 – 693 – 694 –  695 – 696 – 697 – 698 – 699 – 700 – 701

## Események

### Európa
- II. Theodo bajor herceg kérésére Rupert wormsi püspök megkezdi a délkeleti határvidék népeinek megtérítését. Iuvavum egykori római város (amelyet átnevez Salzburgra) helyén megalapítja a Szt. Péter-kolostort, evangelizációs munkájának bázisát és a leendő érsekség központját.

### Omajjád Kalifátus
- Abd el-Malik kalifa megreformálja a pénzrendszert. Új aranydinárt veret, amelyen már nincs emberalak, csak Korán-idézetek. Két évvel később a reformot kiterjeszti az ezüstdirhemre is.
- Hasszán ibn al-Numán elfoglalja a bizánciak Afrikai Exarchátusának székhelyét, Karthágót. A várost előtte részben kiürítették, a lakosság egy része Szicíliára menekül.

### Kína
- Vu Cö-tien császárnő hadsereget küld a Tibeti Birodalom ellen, de azok a két fivér, Gar Trinring Cendro és Gar Cenba vezetésével megfutamítják őket. A császárnő dühében közemberré fokozza le Vang Hsziao-csie hadvezért, társát, Lou Si-töt pedig vidéki hivatalnokká teszi meg.
- Vu Cö-tien újraönteti az elveszett kilenc háromlábú áldozati üstöt, a császári hatalom égi eredetének szimbólumait.
- Az északkeleti határvidéken élő, kínai vazallus nomád kitanok körében éhínség dúl, de a helyi kínai kormányzó a vazallusi szerződést megszegve nem segít rajtuk. Li Csin-csung törzsfő fellázad és kánná kiáltja ki magát. Az ellenük küldött hadsereget legyőzik, ám szeptemberben Li megbetegszik és meghal. Helyét sógora, Szun Van-zsung veszi át.
- Kapagan kagán, a Második Türk Kaganátus vezetője eleinte támogatja a kitanokat, de aztán aggódni kezd gyorsan növekvő hatalmuk láttán és amikor a kínai császárnő jelentős kedvezményeket ajánl neki (hogy a fiává fogadja és népét átköltözteti a fontos, jól adóztatható kereskedelmi útvonalakat tartalmazó Hohszi korridorba) átáll a kínaiak oldalára. Októberben közösen támadják meg a kitanokat, akik - bár súlyos veszteségeket szenvednek - visszaverik a támadást.

## Halálozások
- Domnall Donn, Dál Riata királya
- Chlodulf, metzi püspök
- Adeltrudis, frank apátnő és szent

## Fordítás
- Ez a szócikk részben vagy egészben  a(z)   696 című francia Wikipédia-szócikk ezen változatának fordításán alapul.  Az eredeti cikk szerkesztőit annak laptörténete sorolja fel. Ez a jelzés csupán a megfogalmazás eredetét és a szerzői jogokat jelzi, nem szolgál a cikkben szereplő információk forrásmegjelöléseként.